# John Brendan McCormack

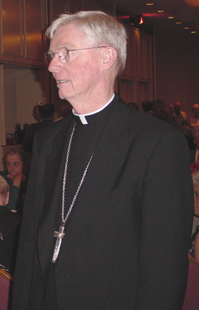
John Brendan McCormack (2001)

John Brendan McCormack (* 12. August 1935 in Winthrop, Massachusetts; † 21. September 2021 in Manchester, New Hampshire) war ein US-amerikanischer Geistlicher und römisch-katholischer Bischof von Manchester.

## Leben

### Frühe Lebensjahre und Bildung
John McCormack wurde in Winthrop, Massachusetts am 12. August 1935 geboren. In Cambridge aufgewachsen, besuchte er die Boston College High School und das St. John’s Seminary.

### Ordinierung und Dienst
McCormack wurde am 2. Februar 1960 vom Erzbischof von Boston, Kardinal Richard James Cushing zum Priester geweiht und diente dann als Hilfsgeistlicher in der St. James Gemeinde in Salem.
Von 1967 bis 1981 war er Geschäftsführer des North Shore Catholic Charities Centre in Peabody, Massachusetts. In dieser Zeit absolvierte er auch sein Aufbaustudium am Boston College, von wo er 1969 einen Master in Sozialarbeit erhielt. 1981 wurde er als Pastor der Gemeinde „Immaculate Conception“ in Malden ernannt.
1984 wurde er Sekretär für das Ministerialpersonal in der Erzdiözese Boston. In dieser Position war McCormack die zuständige Person von Kardinal Bernard Francis Law, die Beschwerden von Priestern entgegennahm, denen sexuelle Fehlverhalten vorgeworfen wurden, und einige von ihnen aus dem aktiven Dienst entfernte. Er wurde 1994 Pfarrer der Pfarrei St. Francis Xavier in Weymouth.

### Weihbischof von Boston, Massachusetts
Am 21. November 1995 wurde McCormack vom Papst Johannes Paul II zum Weihbischof von Boston und Titularbischof von Cerbali ernannt. Er erhielt seine Bischofsweihe am folgenden 27. Dezember durch Kardinal Law, mit Kardinal William Wakefield Baum und Bischof Alfred Clifton Hughes als Mitkonsekratoren. Er wählte sein bischöfliches Motto: „Christus in allen Dingen“ (übersetzt, original: „Christ in all things“).
Als Hilfskraft war er Regionalbischof für die Südregion der Erzdiözese.

### Bischof von Manchester, New Hampshire
McCormack wurde am 21. Juli 1998 der neunte Bischof von Manchester, New Hampshire, Nachfolger des verstorbenen Leo O’Neil. Er wurde am 22. September 1998 inthronisiert.
Anfang 2002 gab McCormack öffentlich die Namen von 14 Priestern in der Diözese bekannt, die beschuldigt worden waren, Kinder sexuell missbraucht zu haben. Im Jahr 2003 erreichte die Diözese eine Einigung mit der Generalstaatsanwaltschaft von New Hampshire, die den Kindesmissbrauchsskandal untersuchte. Die Einigung hat die Diözese vor strafrechtlicher Verfolgung bewahrt. Insgesamt stimmte die Diözese in den Jahren 2002–03 einer 15,5-Millionen-Dollar-Regelung zu, die 176 Fälle von sexuellem Missbrauch beinhaltete.
Die im Mai 2003 getroffene Regelung von 61 Missbrauchsanträgen in Höhe von 6,5 Millionen US-Dollar, die von dem Anwalt von Manchester, Ovide M. Lamontagne, als Rat der Diözese von Manchester, behandelt wurden, verhinderte, dass die Diözese strafrechtlich verfolgt wurde. Im Dezember 2002 hatte die Diözese zugegeben, dass das Versäumnis, Kinder vor sexuellem Missbrauch zu schützen, eine Verletzung des Strafrechts darstellt und damit zur ersten Diözese in den Vereinigten Staaten wurde, die dies zugab. Unter Androhung einer Anklage durch den New Hampshire Attorney General unterzeichnete McCormack eine Vereinbarung, die anerkennt, dass die Generalstaatsanwaltschaft Beweise besaß, die ausreichten, um Verurteilungen als Teil des Vergleichs zu gewinnen.
Lamontagne behauptete, dass McCormack und andere prominente Kirchenmitglieder eine schnelle Lösung wollten und in einem Beispiel, dass sie sich „pastoral“ und nicht wie ein Prozesspartei benehmen sollten, ihre Anwälte anwiesen, eine gemäßigte Haltung einzunehmen und harte juristische Taktiken zu vermeiden. Lamontagne sagte über die Rechtsstrategie der Diözese: „Das ist nicht typisch für Kundenanfragen.“ (übersetzt)

### Pensionierung
Am 10. August 2010 reichte Bischof McCormack gemäß dem Kirchenrecht seinen Rücktritt als Bischof der Diözese von Manchester bei Papst Benedikt XVI. ein. Sein Rücktritt wurde am Montag, dem 19. September 2011, angenommen, als Papst Benedikt XVI. den Weihbischof Peter Anthony Libasci von der Diözese Rockville Centre, New York, zu seinem Nachfolger ernannte.